# Padaczka czołowa
Padaczka czołowa (epilepsja czołowa, z ang. FLE) – odmiana padaczki o stosunkowo nietypowej jak na tę chorobę symptomatologii, w której występują krótkie, nawracające ataki biorące początek w płatach czołowych mózgu, nierzadko podczas snu. Jest to druga, po padaczce skroniowej (określanej z angielska także jako TLE), odmiana tej choroby pod względem częstości występowania, i dzieli z nią wspólną cechę: częściowe (ogniskowe) ataki.
Atak czołowy mogą występować w dwóch odmianach: jako atak częściowy prosty, który nie zaburza świadomości i pamięci, oraz jako atak częściowy złożony, wpływający na świadomość i pamięć zarówno podczas, jak i przed lub po napadzie padaczkowym.

## Symptomatologia ogólna
Symptomatologia napadów czołowych jest bardzo złożona i różnorodna w zależności od konkretnej osoby dotkniętej tym schorzeniem, i jest w każdym przypadku inna w zależności od specyficznego umiejscowienia ogniska w płacie czołowym.
Początek ataku może być trudny do wykrycia, ponieważ płaty czołowe tak zawierają w sobie, jak i kontrolują, wiele struktur i funkcji o których do tej pory wiadomo stosunkowo niewiele. Ponadto właśnie w tym rejonie mózgowia znajdują się ośrodki świadomości i pamięci, co czyni całe schorzenie szczególnie trudnym do prawidłowego rozpoznania nawet przez lekarza, a tym bardziej przez zdumionego pacjenta, albowiem przez wzgląd na dotychczasowy brak wiedzy na temat funkcji neuropsychologicznych powiązanych z płatami czołowymi, drgawki/napady mające swe źródło w tym akurat rejonie mózgu dają nietypowe w porównaniu z bardziej "klasycznymi" odmianami epilepsji objawy, które mogą być często mylnie wzięte za podobne symptomatologicznie choć zupełnie niepowiązane zaburzenie/schorzenie psychiatryczne (np. atak schizofrenii lub przynajmniej paranoi, ataksję epizodyczną typu 1, dyskinezje paroksyzmalne, a w przypadku złożonych automatyzmów i wokalizacji także za drgawki niepadaczkowe (atak pseudodrgawkowy (ang. pseudoseizures)), a nawet za zaburzenie snu.
Na początku ataku, chory może okazywać nienormalną postawę ciała, tiki sensomotoryczne (automatyzmy), wokalizacje (niekontrolowane krzyki, przekleństwa, płacze, śmiechy) oraz inne patologie w umiejętnościach motorycznych i wokalnych.
Osoba dotknięta padaczką czołową może zarówno zdawać sobie sprawę przez cały czas ataku, że zachowuje się w sposób nienormalny (napad padaczki z zachowaniem świadomości), jak i może w ogóle o tym nie wiedzieć i/lub nie pamiętać całego napadu. W obu jednak przypadkach zachowanie osoby chorej pozostaje całkowicie poza jej kontrolą podczas całego ataku.
Niekiedy po ataku czołowym następuje krótki okres niepamięci, zwany stanem postiktalnym (status postictalis), podobnie jak w innych odmianach epilepsji. Jednakowoż może on być niewykrywalny i prawie nigdy nie trwa dłużej niż okres oszołomienia/konfuzji, który z reguły następuje po każdym ataku czołowym. Bywa, że poprzedza go aura (stan nienormalnego samopoczucia często powiązany z odczuciem lęku, pojawiający się u części chorych tuż przed atakiem epilepsji lub migreny, będący często ostrzeżeniem dla pacjenta, że zbliża się atak).

## Przyczyny
Jest wiele przyczyn, które mogą spowodować lub przynajmniej mieć wkład w rozwinięcie się padaczki czołowej, od przyczyn genetycznych aż po uraz głowy, skutkujące lezjami (ubytkami) w płatach czołowych.

## Rozpoznanie
Pomimo iż ta odmiana epilepsji jest bardzo często mylnie diagnozowana i mylona z innymi, podobnymi symptomatologicznie schorzeniami lub zaburzeniami neuropsychiatrycznymi, to badania takie jak stała kontrola elektroencefalograficzna (EEG) oraz badanie głowy obrazowaniem rezonansem magnetycznym (MRI) są w stanie bezbłędnie odróżnić epilepsję czołową od objawów guza mózgu czy zaburzeń mózgowego przepływu krwi. 
W przeciwieństwie do większości pozostałych odmian padaczki, patologie w okolicach czołowych zwykle znacznie poprzedzają pojawienie się fizycznych objawów epilepsji typu czołowego i są w stanie wykryć dokładną lokalizację ogniska drgawkowego, z którego idą wyładowania epileptyczne.

## Leczenie
Farmakoterapia przy użyciu leków, takich jak środki przeciwpadaczkowe (walproinian, Luminal czy karbamazepina), zwyczajowo jest w stanie opanować to schorzenie z dużym powodzeniem i ulgą dla osoby chorej. Jednakowoż, jeżeli terapia lekami jest nieskuteczna lub przeciwwskazana z ważnego powodu, pacjent może przejść operację mózgu polegającą na usunięciu ogniskowych rejonów płata czołowego. Jest to jednak rozwiązanie drastyczne, groźne (pod względem powikłań) i stosunkowo rzadko stosowane.